# Olney (Texas)
Olney is een plaats (city) in de Amerikaanse staat Texas, en valt bestuurlijk gezien onder Young County.

## Demografie
Bij de volkstelling in 2000 werd het aantal inwoners vastgesteld op 3396.
In 2006 is het aantal inwoners door het United States Census Bureau geschat op 3336, een daling van 60 (-1,8%).

## Geografie
Volgens het United States Census Bureau beslaat de plaats een oppervlakte van
5,3 km², geheel bestaande uit land. Olney ligt op ongeveer 361 m boven zeeniveau.

## Plaatsen in de nabije omgeving
De onderstaande figuur toont nabijgelegen plaatsen in een straal van 36 km rond Olney.